# CA-842
La CA-842 es una carretera autonómica de Cantabria perteneciente a la Red Local y que sirve de acceso a la población de Luey.

## Nomenclatura

Indicador

Su nombre está formado por las iniciales CA, que indica que es una carretera autonómica de Cantabria, y el dígito 842 es el número que recibe según el orden de nomenclaturas de las carreteras de la comunidad autónoma. La centena 8 indica que se encuentra situada en el sector comprendido entre la carretera nacional N-634 al norte, el límite provincial al oeste y sur, y la carretera nacional N-611 al este.

## Historia
Su denominación anterior era SV-2233.

## Trazado actual
Tiene su origen en la intersección con la CA-181 situada a 700 m del núcleo de Muñorrodero y su final en Luey, ambas localidades situadas en el término municipal de Val de San Vicente, municipio por el que discurre la totalidad de la vía.
Su inicio se sitúa a una altitud de 24 m s. n. m. y el fin de la vía está situada a 104 m s. n. m.
La carretera tiene dos carriles, uno para cada sentido de circulación, y una anchura total de 5 m con arcenes de 0,5 m de ancho cada uno.

## Actuaciones
El IV Plan de Carreteras no contempla actuaciones a realizar en esta carretera.
En el año 2005, se procedió al refuerzo del firme mediante la extensión de mezcla bituminosa en caliente.

## Transportes
Las siguientes líneas de transporte público circulan a lo largo de la carretera CA-842, no disponiendo paradas en el recorrido de la misma:
- Turytrans: Prellezo - Unquera
- Turytrans: Casamaría - Unquera

## Recorrido y puntos de interés
En este apartado se aporta la información sobre cada una de las intersecciones de la CA-842 así como otras informaciones de interés.
| Esquema       | PK  | Sentido Luey (creciente) | Sentido Luey (creciente) | Sentido Luey (creciente)                          | Sentido Luey (creciente)                          | Sentido CA-181 (decreciente)                      | Sentido CA-181 (decreciente)                      | Sentido CA-181 (decreciente) | Sentido CA-181 (decreciente) | Incidencias |
| Esquema       | PK  | Velocidad                | Elemento                 | Salida                                            | Salida                                            | Salida                                            | Salida                                            | Elemento                     | Velocidad                    | Incidencias |
| Esquema       | PK  | Velocidad                | Elemento                 | Dir.                                              | Nombre                                            | Nombre                                            | Dir.                                              | Elemento                     | Velocidad                    | Incidencias |
| ------------- | --- | ------------------------ | ------------------------ | ------------------------------------------------- | ------------------------------------------------- | ------------------------------------------------- | ------------------------------------------------- | ---------------------------- | ---------------------------- | ----------- |
|               | 0,0 |                          |                          |                                                   | CA-842 LUEY                                       | CA-181 PUENTENANSA                                |                                                   |                              |                              |             |
| CA-181 PESUÉS | 0,0 |                          |                          |                                                   | CA-842 LUEY                                       |                                                   |                                                   |                              |                              |             |
|               | 0,9 |                          |                          | LUEY                                              | LUEY                                              | LUEY                                              | LUEY                                              |                              |                              |             |
|               | 0,9 |                          |                          | Final de la carretera en el núcleo urbano de Luey | Final de la carretera en el núcleo urbano de Luey | Final de la carretera en el núcleo urbano de Luey | Final de la carretera en el núcleo urbano de Luey |                              |                              |             |